# 森智広
森 智広（もり ともひろ、1978年〈昭和53年〉5月27日 - ）は、日本の政治家、公認会計士。三重県四日市市長（3期）。元四日市市議会議員（2期）。

## 来歴
三重県四日市市出身。四日市市立水沢小学校、四日市市立西陵中学校、三重県立四日市南高等学校卒業。2001年（平成13年）3月立命館大学理工学部卒業。
2003年（平成15年）公認会計士試験2次試験合格。同年中央青山監査法人入所。2006年（平成18年）あらた監査法人（現PwCあらた有限責任監査法人）に転職。2007年（平成19年）公認会計士登録。2010年（平成22年）あらた監査法人退所。同年、森智広公認会計士事務所を設立した。
2011年（平成23年）早稲田大学大学院公共経営研究科修了。同年4月の四日市市議会議員選挙に出馬し初当選〔5,493票にてトップ当選〕。2013年（平成25年）税理士登録。 2015年（平成27年）市議再選〔5,842票にて2期連続トップ当選〕。
2016年（平成28年）4月2日次期四日市市長選挙に出馬の意向を表明。同年7月5日、現職の田中俊行市長は市議会6月定例会において、出馬しない意向を表明。7月18日、前回の市長選で落選した伊藤昌志が出馬の意向を表明。7月26日、三重県議会議員の稲垣昭義が出馬の意向を表明。告示日2日前の11月18日、伊藤は会見を開き「出馬を断念し、森の応援に回る」旨の意向を表明した。11月27日市長選執行。民進党・連合三重の推薦と前民進党代表の岡田克也の支援を受けた稲垣を僅差で抑え初当選した。12月24日、市長就任、12月26日、初登庁。選挙の結果は以下のとおり。
※当日有権者数：252,575人 最終投票率：36.02%（前回比：+1.92pts）
| 候補者名 | 年齢 | 所属党派 | 新旧別 | 得票数   | 得票率 | 推薦・支持               |
| -------- | ---- | -------- | ------ | -------- | ------ | ------------------------ |
| 森智広   | 38   | 無所属   | 新     | 46,051票 | 51.16% |                          |
| 稲垣昭義 | 44   | 無所属   | 新     | 43,964票 | 48.84% | （推薦）民進党・連合三重 |

森は与党系も含めた政党推薦をすべて断っており、街頭演説を徹底するなどして無党派層への支持を広げた。20年間続いた旧民主系-民進党系市政への反発、国政での民進党の低迷と併せて、「しがらみのある組織」と「しがらみのない市民」との対立構図に持ち込めた点が勝因であろうと森は自己分析している。
2020年（令和2年）自民、公明、立憲、国民、維新の推薦を受け、四日市市長選挙としては57年振りの無投票で再選。
2024年（令和6年）11月24日執行の市長選は8年ぶりの選挙戦となり元市議の伊藤昌志、元市議長の小川政人を破り3選。
※当日有権者数：249,708人 最終投票率：34.98%（前回比：-1.06pts）
| 候補者名 | 年齢 | 所属党派 | 新旧別 | 得票数   | 得票率 | 推薦・支持                           |
| -------- | ---- | -------- | ------ | -------- | ------ | ------------------------------------ |
| 森智広   | 46   | 無所属   | 現     | 55,664票 | 64.4%  | （推薦）自民・立憲・維新・公明・国民 |
| 伊藤昌志 | 54   | 無所属   | 新     | 26,037票 | 30.1%  |                                      |
| 小川政人 | 76   | 無所属   | 新     | 4,766票  | 5.5%   |                                      |

。

## ゆるキャラグランプリ2018
2018年11月17日・18日開催の「ゆるキャラグランプリ2018」に向け、森市長は同年6月の定例記者会見で四日市市のマスコットキャラクター「こにゅうどうくん」を「1位にする」と発表した。「ゆるキャラグランプリ2017」で、「こにゅうどうくん」は4位だった。
まちの一体感の醸成とシティプロモーションを目的とし、市役所が旗振り役となり、市民・会社を含むまち全体を巻き込むかたちで応援を展開した。
森市長自ら庁内放送でも協力を呼びかけた。市観光交流課は約2万のメールアドレスを使って投票用IDを取得し、市役所各部局ほか投票を呼び掛けに応じた市内に事業所を持つ会社、投票を希望する市民などにIDを配布し、「こにゅうどうくん」の応援に徹した。
市当局の応援の過熱ぶりに一部では強要による組織票ではないかとの声が上がり、様々なマスコミにとりあげられたが森市長は一貫して「まちの一体感の醸成とシティプロモーションの重要さ」を訴え続ける姿勢を崩さなかった。
組織票ではないかとの批判が広まる中、森市長が自ら「クローズアップ現代」(NHK)等のテレビ番組に出演し、ここでもまたグランプリ参加の目的は「まちの一体感の醸成とシティプロモーション」であることを訴える姿勢を貫き通し、当該取り組みに対して「組織票と報道されるのは不本意」と報道陣に対して述べた。批判されることを恐れて雲隠れする自治体もあった。しかし、森市長は批判の矢面に立ってでもその思いを訴えた。これは市役所のみならず、グランプリ期間中ずっと「こにゅうどうくん」を応援してくれた市民を裏切れないとの強い想いからの行動だった。
グランプリの実行委員会は使用頻度の低い「捨てアカウント」による投票は認めないと述べ、主催者側からのメールに返信のないアドレスを「不正ID」とし、得票数を削除。暫定1位だった「こにゅうどうくん」は数十万票を減らした。なお、本得票数削除は「こにゅうどうくん」以外にもジャー坊(大牟田市)、イヌナキン(泉佐野市)も対象となった。
11月18日の開票の結果、目標の1位を逃す結果となったが、森市長は四日市市の4位から三重県の3位となったと笑顔を見せた。